# Sistan
Sistan (persa: سیستان) fou una regió de Pèrsia. Una part de la regió històrica forma avui dia part de la província iraniana de Sistan i Balutxistan, una altra part està inclosa a l'Afganistan (formant la província de Nimruz) i encara una tercera part pertany a la província iraniana de Khorasan del Sud. Anteriorment es deia Avestan, una de les regions del Haetumand (País del Helmand); a les fonts gregues antigues apareix com Erymandos i a les perses aquemènides com Zaranka o Zranka (inscripció de Behistun, de Darios el Gran, i inscripció de Persèpolis, de Xerxes I) que Heròdot converteix en Sarangai i va derivar en Drangiana en temps d'Alexandre el Gran i Zarangiana segons Isidor de Carax al segle I aC. La capital del país fou coneguda per Zarang, derivada de Zarangiana. El nom Sakastan (o Sagastan) no apareix fins a la inscripció de Naksh-i Rustam (de Sapor I vers 239/241 a 270/273), nom que fou temporal i simultani a Zarangiana, i vol dir país dels saces (saces, saces) o escites) que s'hi van establir a la part final del primer mil·lenni abans de Crist i fins al segle I dC. Després de l'època musulmana Sakastan va evolucionar a Sidjistan o Sistan, però se l'anomena a vegades Nimruz (migdia o sud) perquè estava al migdia del Gran Khorasan. Els gaznèvides l'anomenaven País de l'Est (al-Sharkia) al segle xi. Posteriorment el nom de Sistan s'imposà encara que Nimruz es va mantenir i modernament fou readoptat per a una província de l'Afganistan.

## Història pre-musulmana
A la prehistòria la civilització de Jiroft va cobrir part de la regió del Sistan i el Kirman vers el III mil·lenni. Després d'això el territori fou ocupat per tribus àries o indoàries anomenades iranians. Es creu que es va formar un regne anomenat Aracòsia, que almenys en part fou dominat per l'Imperi Mede vers el 600 aC. El 550 aC els medes foren suplantats per la dinastia persa aquemènida i tota l'Aracòsia fou incorporada. Al final del segle iv aC, Alexandre el Gran va conquerir l'Imperi Persa. Va fundar Alexandria d'Aracòsia, moderna Kandahar, a l'est de la regió històrica de Sistan; a la mort d'Alexandre, i després del període de lluites entre els diàdocs, va quedar en mans dels selèucides, però vers el 180 aC estava en mans del regne grec de Bactriana. A la segona meitat del segle ii aC les tribus indo-escites o saces van assolar el regne de Bactriana; foren derrotats pels parts però a la regió es va formar un regne Indopart dirigit pels Suren, vassalls dels parts, fins vers el 20 dC quan els kushan o kushana van dominar la regió i van governar fins que al segle iii foren derrotats pels sassànides. Sapor I (240-270) va formar la província (shahr) de Sakastan o Sakastana, Turestan (o Turan) i Hind que abraçava el Sistan, nord del Balutxistan i sud del Balutxistan (fins a la mar). La província fou sovint un feu dels fills del rei. Un quart districte (kust) de la província a la part oriental el formaven la Zranka o Drangiana i la Haraxwat o Aracòsia amb capital a Zarang (Zaranj). A la meitat del segle V fou assolat pels huns heftalites; els sassànides van recuperar la regió vers 565 però abans d'un segle després la van perdre davant els àrabs.

## Penetració dels musulmans
Els musulmans van arribar des de Kirman el 644 i, dirigits per Asim ibn Amr i Abdullah ibn Umar, van ocupar Zarang; els habitants van fer un tractat amb el califat pel qual van pagar el kharadj, però el domini no va tenir continuïtat. El comandant de l'exèrcit musulmà (acampat al Kirman) Abd Allah ibn Amir (governador del Khorasan) va enviar (652) al-Rabi ibn Ziyad al-Hinthi al Sistan; al-Rabi va creuar el desert entre Kirman i Sistan i va arribar a Zaliq, una fortalesa propera a la frontera de la província; el dihaqan (dikan) local es va rendir; al-Rabi va sotmetre altres dues poblacions i el temple de Karkuya ple del foc i un mobadh mobadhan i un herbadh (els rangs més alts del clergat en el zoroastrisme); al-Rabi va projectar la conquesta de Zaranj que, encara que anteriorment sotmesa, tornava a ser rebel. Entre Zaliq i Zaranj foren ocupades diverses poblacions com Zught, Nasrudh i Sherwadh, sense gairebé lluita. El marzban de Zaranj, Aparwez, va fer front als enemics però finalment fou derrotat i es va haver de rendir; es diu que quan Aparwez es va presentar a al-Rabi per negociar els termes de la rendició, el general àrab estava assegut al cos d'un soldat mort. Se sap que també hi havia nestorians i un bisbe de la regió és esmentat al Sínode de Dadisho del 1033. Se sap que hi havia comunitats a Bust i Aracòsia i sens dubte a llocs del Sistan. El darrer bisbe cristià del Sistan és esmentat el 1366.
Des de Sistan els àrabs van fer incursions a l'est: Abd al-Rahman ibn Samura va atacar Rukhkhadj (Aracòsia) i Zamindawar on regnaven els zunbils; i Kabulistan o Zabulistan on regnaven els shahis. Les incursions van seguir durant anys però les dues dinasties foren persistents i van resistir fins a l'època safàrida (861-1003). La resistència de les poblacions locals iranianes als impostos recaptats pels àrabs va contribuir al suport de què van gaudir a la regió els kharigites que s'hi havien refugiat procedents del Kirman i abans de més a l'oest; els kharigites azarika van gaudir també del suport dels àrabs Bakr ibn Wail; per tot això el Sistan (junt al Khorasan) fou el centre de la llarga revolta kharigita d'Hamza ibn Adharak o Abd Allah originari de Run u Djul al sud del modern Afganistan. Durant trenta anys Hamza va lluitar amb l'exèrcit del califa abbàsida i fou per lluitar contra ell que Harun al-Rashid va marxar al Khorasan i va morir a Tus el 809. Després el Khorasan fou per al-Mamun que va enviar contra Hamza al seu general Tahir, i altres, que no van aconseguir res decisiu. Hamza va morir el 828 i el kharigisme va seguir actiu i en desenvolupament a la regió fins al temps dels safàrides.
Els voluntaris sunnites al Sistan i Bust, els ayyars i mutatawwis, sense rebre ajut dels governadors tahírides del Khorasan, es van organitzar. Entre ells van sorgir caps com Salih ibn al-Nadr (o al-Nasr) i el seu fill Dirham ibn al-Nasr. Però el comandant més destacat fou Yaqub ibn al-Layth, que va acabar prenent el poder a Zaranj el 861 amb el títol d'emir de Sistan. Junt amb el seu germà Amr ibn al-Layth van construir un estat considerable que va subsistir tot el segle X i fins al començament del XI. A partir d'aquesta època els geògrafs àrabs comencen a donar descripcions més detallades del país.

## Període safàrida
El 1033 fou conquerit pels gaznàvides (Mahmud de Gazni); hi foren nomenats diversos governadors entre els quals Tahir II ibn Khalaf (1009-1029) i Tadj al-Din I Abu l-Fadl Nasr (1029-1073) que va fundar una dinastia (Nàsrida) de maliks que depenia dels gaznèvides fins que el 1048 va passar a ser vassalla dels seljúcides. El llarg regnat de Tadj al-Din II Abu l-Fadl Nasr (1106-1164), que es va casar amb una germana del sultà seljúcida Sandjar, anomenada Safiyya Khatun, els va permetre consolidar el seu poder i prosperar; sovint van col·laborar amb els seljúcides amb tropes destacant per l'expedició a Gazni del 1116/1117 quan va ser instal·lat Bahram Shah, i a la batalla de Katwan (o batalla de l'estepa de Katwan) contra els kara-khitai al Turquestan, el 1141; a l'interior van defensar el país principalment contra atacs o ràtzies periòdiques dels ismaïlites del Kuhistan. Els maliks van prendre part a la lluita entre gúrides i els xas de Coràsmia i des de 1194 foren vassalls d'aquestos. La situació va durar fins al 1221 quan van arribar els mongols; Zaranj fou aquejada (1222). La dinastia se'n va declarar vassalls i va poder subsistir però el 1225 fou enderrocada per Djalal al-Din Manguberti i el amir corasmi Tadj al-Din Inal Tegin (Inaltigin) va ocupar el poder segons sembla durant uns deu anys (altres fonts diuen uns sis anys).

## Període mongols i Mihrabànida
Llavors la província fou atacada per segona vegada pels mongols i va pujar al tron una nova dinastia: els mihrabànides. Aquestos van competir amb la dinastia Kart d'Herat. Els ismaïlites havien estat eliminats però el seu lloc el van ocupar en les ràtzies unes bandes turco-mongoles entre les quals destacaven els karaunes (karawnas) i un dels seus grups els negüders o nikudaris.
El 1363 Tamerlà i Amir Husayn eren al Gurmsir i van rebre un ambaixador del wali de Sistan Jalal al-Din Mahmud, que enviava valuosos regals. Durant l’any 1362 el wali de Sistan havia enfrontat una rebel·lió i havia patit algunes derrotes perdent diverses fortaleses de la muntanya i els dipòsits foren saquejats. Per això demanava la assistència de Timur i Husayn; en una segona carta li oferia aprovisionament pel seu miler de soldats. Timur i Husayn van discutir. Husayn hi volia anar sol i quedar-se les fortaleses per a ell, i Timur hi va estar d’acord; va nomenar a Bahram Jalayir cap de l’avantguarda però com que aquest no tenia confiança amb Husayn, va desertar. Husayn aleshores va demanar a Timur de participar. El wali va rebre als dos homes amb regals que Timur va cedir a Husayn. El wali va entregar les provisions pel miler d’homes i els cavalls i va prometre fidelitat als mercenaris.
En els dies següents es van començar a sotmetre les fortaleses del Sistan en poder dels rebels, en total set; la primera es va ocupar en una nit i un dia escalant les muralles i torres i entrant a la ciutadella; hi havia força provisions que Husayn es va quedar i va nomenar governador a un home seu. El segon fort fou atacat i la guarnició es va defensar i lluitar; Timur va ordenar fer unes fogueres i el vent va portar el fum a la fortalesa que va haver de demanar un acord per la rendició; també aquí Husayn va nomenar al seu propi governador i va dividir el saqueig entre la seva gent; Timur es queixà de que no li foren donades ni les gràcies. Al tercer fort van arribar de nit i estava situada en una plana arenosa; es van preparar arcs i fletxes i van avançar cap a la muralla; els sentinelles estaven dormint excepte un; es van llençar escales i es va poder assaltar el fort i conservar-lo abans que arribessin els soldats de Husayn.
Els rebel del Sistan es van alarmar i van oferir entregar els altres quatre castells al wali sempre que Husayn o Timur no se’ls quedessin per a ells. El wali efectivament estava d’acord en això i va abandonar el campament dels mercenaris en secret, es va reunir amb les seves tropes i les dels rebels i va atacar als mercenaris. En aquest combat Timur fou ferit a la ma i a la cama per fletxes enemigues, i aquesta darrera ferida (que el va tenir un cert temps al llit) el va deixar coix, d’on se li va dir Timur Lenk, Timur el Coix, europeïtzat com Tamerlà, Tamerlan, Tamerlane. Després d’això es va decidir retirar-se a Gurmsir i guarir les ferides de Timur mentre Husayn anava a conquerir Bakelan (amb la condició d’evitar combats amb els jats).

## Conquesta de Sistan per Tamerlà
Després de conquerir Farah, Timur va enviar a Ak Timur Bahadur a assolar la ciutat de Sistan i tota la regió. L'exèrcit va passar la muntanya Uk i va arribar a la fortalesa de Zere o Zarin a la vora d’un llac del mateix nom (llac Zarin) que fou presa d’assalt; cinc mil soldats que volien resistir, van morir en la lluita al centre de la ciutat. Com altres vegades es van fer muntanyes amb els caps tallats. Encara que Yazdi no ho diu, l'expedició fou contra la dinastia local dels Mihrabànides, en la que Timur havia perdut la confiança ja que era vassalla dels Kart d’Herat i havia enviat la submissió el 1381, però després de la supressió d’aquesta dinasta era possible que volguessin recuperar la independència. Si hi va haver algun acte concret que motivés l'expedició, no s’assenyala.
Quan Timur es va presentar davant de Zaranj, una prospera ciutat a la vora del Sina Rud, va sortir una ambaixada a suplicar per la vida i bens dels habitants dirigida pel príncep Taj al-Din, en nom del shah Kutb al-Din. Mentre els termes de la rendició s’estaven negociant, els assetjats van fer una sortida impetuosa i una part de l'exèrcit manat per Muhammad Sultan Shah de Badakhxan els va enfrontar i els va conduir fins a un punt on Timur havia disposat dos mil cavallers; es va combatre durant la resta del dia fins al vespre, amb avantatge de la cavalleria timúrida sobre els infants de Zaranj. L'endemà al matí la batalla va seguir; l'exèrcit timúrida anava manat pel mateix Tamerlà amb Miran Xah a l’ala dreta i una reserva de mil cavallers manats per Mirza Ali. Les portes de la ciutat foren enfonsades i la ciutat va quedar a mercè dels atacants. El cavall de Timur, de nom Baï, fou ferit i va morir, desfermant la ira de Timur. Kutb al-Din va demanar la pau i va sortir cap a la posició de Timur per demanar perdó. Timur el va perdonar i li va concedir la vida (i fins i tot li va concedir algun favor). Llavors, segons Yazdi, milers de habitants del Sistan (de vint a trenta mil) vinguts d’arreu van començar a arribar a Zaranj disposats a enfrontar als atacants; armats amb fletxes van enfrontar als timúrides. Probablement es va aprofitar algun incident per efectuar una matança i incomplir l’acord. Timur va ordenar combatre altre cop. Va fer posar les cadenes a Kutb al-Din. Després la cavalleria va carregar i amb fletxes, cops d’espasa o trepitjats pels cavalls van atropellar als enemics;; en una segona carrega ja van entrar a la ciutat i van passar a ganivet a tota la població (des dels vells de 100 anys als recent nascuts, diu Yazdi) i els edificis de la ciutat foren destruïts i les muralles enderrocades; no va quedar ni un arbre. La regió era anomenada “El Jardí d’Àsia” i va quedar arruïnada en el seu sistema de reg, molins de vent, dics etc. i es va desertificar i aviat la província verda va esdevenir el Dasht-i-Margo (Desert de la Mort), el Dasht-i-Jehanum (Desert del Infern) o Sar-o-Tar (Plaça de la Desolació i la buidor) i encara avui dia es una regió pobre i deserta. Timur es va quedar allí uns dies per carregar totes les riqueses del rei del Sistan i la resta fou saquejat pels soldats; el que va quedar dempeus fou cremat. Aquesta conquesta fou el mes de desembre del 1383. Els savis i religiosos foren enviats a Farah i Kutb al-Din i els notables (governadors, ministres, generals) foren enviats a Samarcanda. El govern del Sistan fou confiat al negociador Taj al-Din Shah Shahan.

## Conquesta de Zamindawar; guerra amb els nekudaris
De Zaranj, Tamerlà va avançar a l'est cap a Bust. Es va ocupar la fortalesa de Tak, que fou restaurada; al arribar al Helmand es va destruir l'edificació anomenada Presa de Rustem, de la que no va quedar rastre. Bust va quedat tant destruida que fou abandonada. Van passar per Kuke Kala; allí van saber que Tumen Nekudari s’havia dirigit cap a Kidge (al sud-est de Bust) i cap al regne de Makran. Timur va enviar a Miran Xah, i l’amir Muhammad Mireke (fill de Shir Bahram) i va designar diversos amirs per acompanyar-lo: Hajji Saif al-Din, Shaikh Ali ibn Arghun Barles, Sevinjik Bahadur, i algun altre. Van passar el desert al sud de Bust i van trobar als Nikudaris acampats a la plana de Karan. Tumen va agafar immediatament posició de combat. Saif al-Din, que era amic seu, va intentar convèncer-lo de que es sotmetés i que no tenia res a témer però fou inútil. El combat va començar i Tumen va resultar mort aviat d’un cop de llança; el seu cap fou enviat a Tamerlà.
L'exèrcit de Tamerlà va seguir avançant seguint el riu Helmand. En una acampada va anar a visitar a Tamerlà el senyor de Mam Katu, que era qui anys abans havia ferit a Timur a la ma (la ferida de la cama l’havia deixat coix, la de la ma només li provocava molèsties principalment per anar a cavall). Quan Mam Katu va entregar els regals que portava a Timur aquest el va reconèixer i el va fer detenir i executar de tirs de fletxa. Després les seves forces van ocupar Mam Katu i Kala Furk (Fortalesa Roja). Una mica mes endavant, a Hezarpez, tres mil homes dels Nekudari s’havien reunit a les terres del sede (una companyia de 100 guerrers) de Tukai i havien ocupat els passos de muntanya. Els timúrides van haver d’assaltar aquests passos i lluitar durament però al final van aconseguir obrir pas; alguns defensors foren tirats de dalt a baix de la muntanya i altres morts a cops d’espasa; amb els caps tallats es van fer munts. De Hezarpez van seguir cap a Dehne que estava en poder de l’horda de Tagatxi; fou presa per assalt i els defensors executats. Els caps tallats van formar nous munts.

## Període timúrida
El 1393 encara era governador del Sistan Taj al-Din Shah Shahan, al que es va encarregar ajudar a la conquesta de la fortalesa de Sirjan (1393- 96). El 1397 fou inclòs en el virregnat de Khurasan concedit a Xah Rukh.
Sistan (junt al Mazanderan) va estar considerat dependència del virregnat del Khurasan que va administrar Miran Xah (1380 a 1393) i Xah Rukh (1397 a 1409). Khalil Sultan va confirmar a Xah Rukh en el virregnat (1405) i li va reconèixer certa preeminencia (la d'un pare sobre un fill). El 1405 Xah Kutb al-Din des de Sistan informava que dos xahs de Sistan, Xah Ali de Farah i el seu germà Xah Ghiyath al-Din, planejaven revoltar-se. Xah Rukh hi va enviar a l’amir Hasan Jandar que va apressar als dos germans i els va executar. A l'estiu del 1408 es va refugiar a Sistan el príncep Abu Bakr, que venia de Kirman a través del desert; fou rebut per Kutb al-Din que va fer un tractat amb el príncep.
Xah Rukh, inquiet per la presència d'Abu Bakr, va decidir anar al Sistan. El 29 d’octubre de 1408 Xah Rukh, acompanyat del seu nebot Rustem (ex sobirà d'Esfahan) que li havia demanat asil i se li havia concedit, i de Sultan Ali, fill de Pirak Pasha (l'antic kan d'Astarabad) va sortir d’Herat cap a Nimruz (Sistan) passant per Isfizar i Farah, primera ciutat fora del Khurasan. Per les operacions a Farah, vegeu Farah.
Després va seguir endavant i va acampar prop de la vila d’Uk i de la fortalesa de Lasch que va quedar assetjada; va enviar una carta al xah recordant-li que ell mateix els havia restablert el poder però que també sabia castigar quan per exemple dos prínceps es van revoltar segons va denunciar el actual xah de Farah, lleial a la casa de Gurigan; i que si no es rendien les conseqüències podien ser funestes però la submissió els reforçaria. Xah Nusrat ibn Xah Mahmud, que era a Lasch, va fer algunes sortides però privats d’aigua va haver de demanar la capitulació i els assetjats foren ben tractats. Les fortaleses de Karunk i Kuïn, properes, van capitular en veure que no hi havia represàlies. Llavors es van dirigir cap a Zaranj i en travessar el riu Helmand, on esperaven trobar a Kutb al-Din per sotmetre’s, però no hi havia ningú. Xah Rukh va fer enderrocar els dics (anomenats Schelek, Scheher i Balagani); es van produir saquejos devastadors i tota mena de destruccions; la gana va aparèixer; la província de Watin va ser igualment assolada. Rustem i l’amir Midrab Bahadur foren enviats a la província de Zareh; considerant el Sistan ja conquerit, Xah Rukh va ordenar tornar al Khurasan. El govern de Uk fou confiat a Jamal Bekem i el de Farah a Xah Iskandar, fill de Xah Ali. Finalment l'estiu del 1409, es va aconseguir un acord general de pau al Sistan amb la mediació del xeic Zain al-Din Khawafi. Els presoners sistanís foren alliberats. El 1413 Malik Kutb al-Din, que seguia al front del govern del Sistan, va fer detenir a Kafi Islam, enviat per Iskandar de Fars i Esfahan per formentar una rebel·lió; el detingut fou portar-lo a Herat i d'allí enviat a l’ordu de Xah Rukh. El 1416 Xah Kutb al-Din de Sistan va estar a Herat fent homenatge a Xah Rukh, així com també diversos amirs del país.

## Període persa
Els maliks es van refugiar uns anys al Sarhadd, un territori muntanyós entre Sistan i Makran. El 1507 l'uzbek Muhammad Shaybani Khan es va apoderar d'Herat (on governaven els timúrides) i tot seguit va dirigir una expedició contra Sistan, però el 1510 el safàvida Ismail I va derrotar decisivament els uzbeks a Merv. Els maliks mihrabànides es van declarar vassalls dels safàvides però aquestos van ocupar el país i no van tardar a eliminar la dinastia sota el xa Tahmasp I (vers 1537), a la mort del darrer malik. Els wakils safàvides van agafar el poder.
Sistan fou agregat al govern del Khorasan i administrat per germans del xa entre els quals Sam Mirza. Vers el 1577 una nova dinastia local, els kayànides, estretament dependent dels safàvides, va governar Sistan. Els noms dels maliks són coneguts. A punt de caure la dinastia safàvida, els maliks van quedar gairebé independents i Malik Mahmud ibn Fath Ali Khan (1722-1727) de fet no va tenir relacions amb la dinastia i va governar a Sistan i Kuhistan, en disposar d’una notable força militar. Es va apoderar de part del Khorasan i es va fer coronar el 1723 i dominar Nishapur i Mashhad, però el 1727 fou assassinat per ordre de Nadir Khan (després Nadir Shah). A la mort d’aquest el 1747 el Sistan va quedar sota el control d'Ahmad Shah Abdali (Durrani) que es va casar amb la filla de Malik Sulayman ibn Husayn Khan (1760-1782). Amb el darrer dels maliks Djalal ad-Din II ibn Bahram Khan (1825-1838), el país va caure en l'anarquia i fou deposat el 1838 pels caps sarbandi i shahraki originaris del país. Pèrsia i Afganistan van intentar atreure el territori a la seva orbita fins que el cap sarbandi Ali Khan es va posar del costat de Pèrsia i es va casar amb una princesa qadjar. Finalment va ser assassinat el 1858. Llavors els notables es van decantar cap a l’Afganistan però les lluites internes entre la família reial Barakzai (o Barakzay) van impedir a l'emir Shir Ali d’ajudar els elements favorables i el 1865 un exèrcit persa va envair el territori i s’hi va establir un governador que portava el títol de Hashmat al-Mulk, que depenia del governador de Kain al Kuhistan.

## Època moderna
El litigi fronterer entre Pèrsia i l'Afganistan amenaçava derivar cap a una guerra. Per evitar-la es va crear la Missió de les Fronteres del Sistan (Sistan Boundary Mission) el 1872, presidida pel general Sir Frederick Goldsmid, que va acordar la major part del Sistan a Pèrsia però va imposar als perses la retirada de la riba dreta del Helmand. Els dos països van quedar poc satisfets.
Hashmat al-Mulk encara governava la província el 1894 quan la va visitar el tinent coronel C. E. Yate que descriu el país com el lloc amb més misèria que mai havia vist i que pagesos i ramaders estaven plens de deutes als terratinents i grans propietaris, que els avançaven el farratge, els grans, les llavors i altres necessitats que gairebé no podien retornar; la terra era tota de l'estat i la propietat privada no existia i tampoc hi havia comerç excepte una caravana a l’any que prenia pells i llana per vendre a Quetta o a Bandar Abbas i que tornava amb articles com te o sucre.
La frontera fou delimitada de manera més precisa amb la segona Comissió de Fronteres del Sistan (1903-1905) presidida pel coronel Arthur Mac Mahon (després Sir). Va tenir una complicada tasca per manca de fronteres naturals. La part assignada a Pèrsia fou inclosa a la província del Balutxistan, que va agafar el nom de Balutxistan i Sistan, i el 1986 de Sistan i Balutxistan, amb Zahidan o Zahedan com a capital. A l’Afganistan el Sistan va formar part de la província de Farah-Chakansur de la que es va segregar en la reorganització administrativa del 1964 per formar la província de Nimruz amb capital a Zaranj o Zarang. Els principals jaciments arqueològics són Shahr-e Sukhteh i Kuh-e Khwajeh, un turó al mig d'un llac.